# Canton de Chambéry-Sud
Le canton de Chambéry-Sud est une ancienne division administrative française, située dans le département de la Savoie et la région Rhône-Alpes.
Créé 1801, puis à nouveau en 1860 et modifié en 1973, le canton disparait en 2015 à la suite du redécoupage cantonal de 2014.

## Géographie

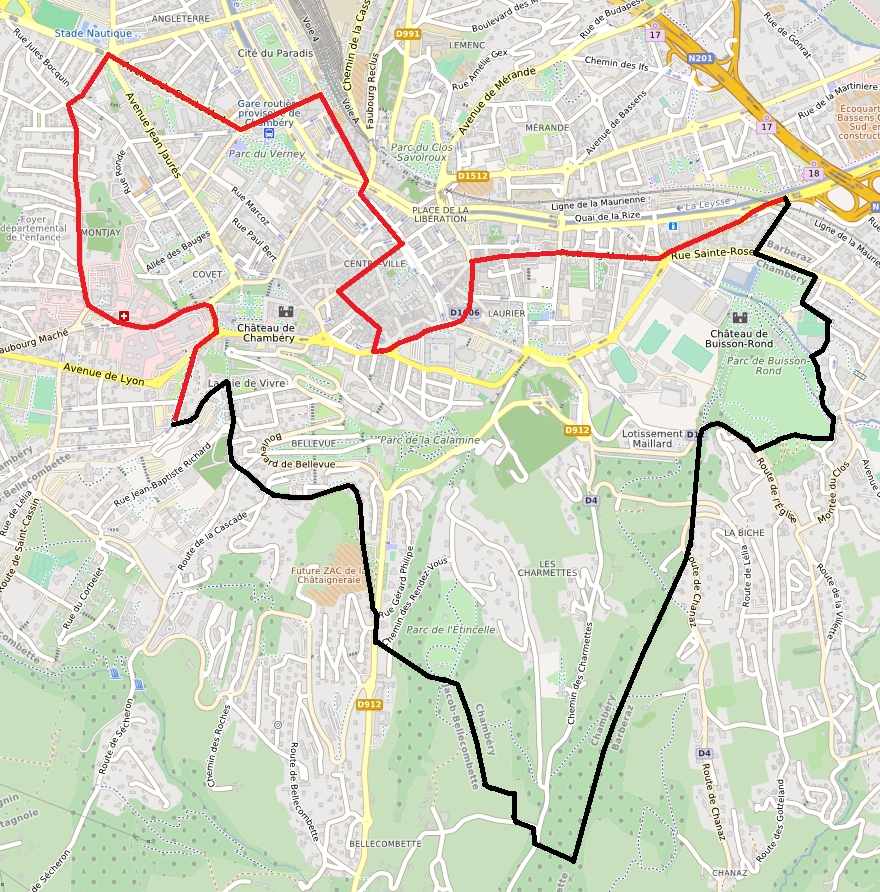
Plan du canton de Chambéry-Sud en 2015.

Le canton de Chambéry-Sud est situé en bordure sud de la commune de Chambéry, préfecture du département de la Savoie.
Avec une superficie de 2,1 km2, soit 210 hectares, il était le plus petit canton que comptait le département depuis sa création en 1985. Il comptait néanmoins une population de 13 472 habitants en 2012, ce qui lui donnait une densité relativement élevée, de près de 6 500 habitants par km².
Comme les trois autres cantons que compte la commune durant son existence, Chambéry-Sud est un canton en relief, en particulier au sud sur les contreforts du massif de la Chartreuse sur les quartiers de Bellevue et des Charmettes, auxquels s'ajoute également le versant sud de la colline de Montjay au nord-ouest du canton.
Outre ces reliefs, le canton compte une grande partie du centre-ville de Chambéry (Covet, Curial, Hôpital, Montjay) et est donc principalement urbanisé. Le restant du territoire est composé de zones résidentielles sur les hauteurs, ainsi que récréatives (parcs de Buisson-Rond, de la Calamine, de l'Étincelle) et agricoles (vallon des Charmettes).
Le canton est traversé du sud au nord par la route départementale 912 permettant de relier la Chartreuse au massif des Bauges en passant par le centre de Chambéry. Il se voit en outre traversé au nord-ouest par l'Albanne, affluent de la Leysse et donc du lac du Bourget.

## Histoire administrative
Avec la création du département du Léman et la réforme du 17 janvier 1800, le canton de Chambéry est supprimé et les communes sont réparties entre les nouveaux cantons de Chambéry-Sud et de Chambéry-Nord, appartenant au nouvel arrondissement communal de Chambéry,. Ce nouveau canton comptait 17 communes — Apremont, Barberaz, Barby, Bissy, Cognin, Curienne, Entremont-le-Vieux, Jacob-Bellecombette, Montagnole, Puygors, La Ravoire, Saint-Badolphe, Saint-Cassin, Saint-Sulpice, Saint-Thibaud-de-Couz, Triviers et Vimines — et 9 889 habitants.
En 1814, puis 1815, le duché de Savoie retourne dans le giron de la maison de Savoie et Chambéry redevient le centre d'un mandements sardes. Il comprend 23 communes, dans la province de Savoie Propre. Lors de la réforme de 1818, le mandement passe à 19 communes au sein de la nouvelle unité administrative, la division de Chambéry, organisation maintenue avec la réforme de 1837. Le mandement compte 35 739 habitants.
Le canton de Chambéry-Sud est recréé par le décret impérial du 24 novembre 1860 qui divise en deux cantons le canton de Chambéry : Chambéry Nord et Chambéry Sud,. Ce nouveau canton est relativement étendu puisqu'il comprend une partie de Chambéry mais également huit autres communes, Barberaz, Challes-les-Eaux, Jacob-Bellecombette, Montagnole, La Ravoire, Saint-Baldoph, Saint-Cassin et Saint-Jeoire-Prieuré (soit 38 177 habitants).
Plus d'un siècle plus tard, le décret no 73-770 du 2 août 1973 conduit le canton de Chambéry-Sud à voir son territoire évoluer au profit des nouveaux cantons de Chambéry-Sud-Ouest (au nord) et de la Ravoire (au sud). Ce décret réduit ainsi la taille du canton à une portion de la commune de Chambéry, sans autres communes.
Enfin, à la suite du redécoupage cantonal de 2014, le décret no 2014-272 du 27 février 2014 portant délimitation des cantons dans le département de la Savoie, prévoit la disparition du canton de Chambéry-Sud en et partage son territoire dans les cantons de Chambéry-2 (Bellevue, Charmettes, Curial, Laurier) et de Chambéry-3 (centre-ville, Covet, Montjay). L'entrée en vigueur des nouveaux cantons et la disparition de celui de Chambéry-Sud est effective à compter des premières élections départementales de mars 2015.

## Composition

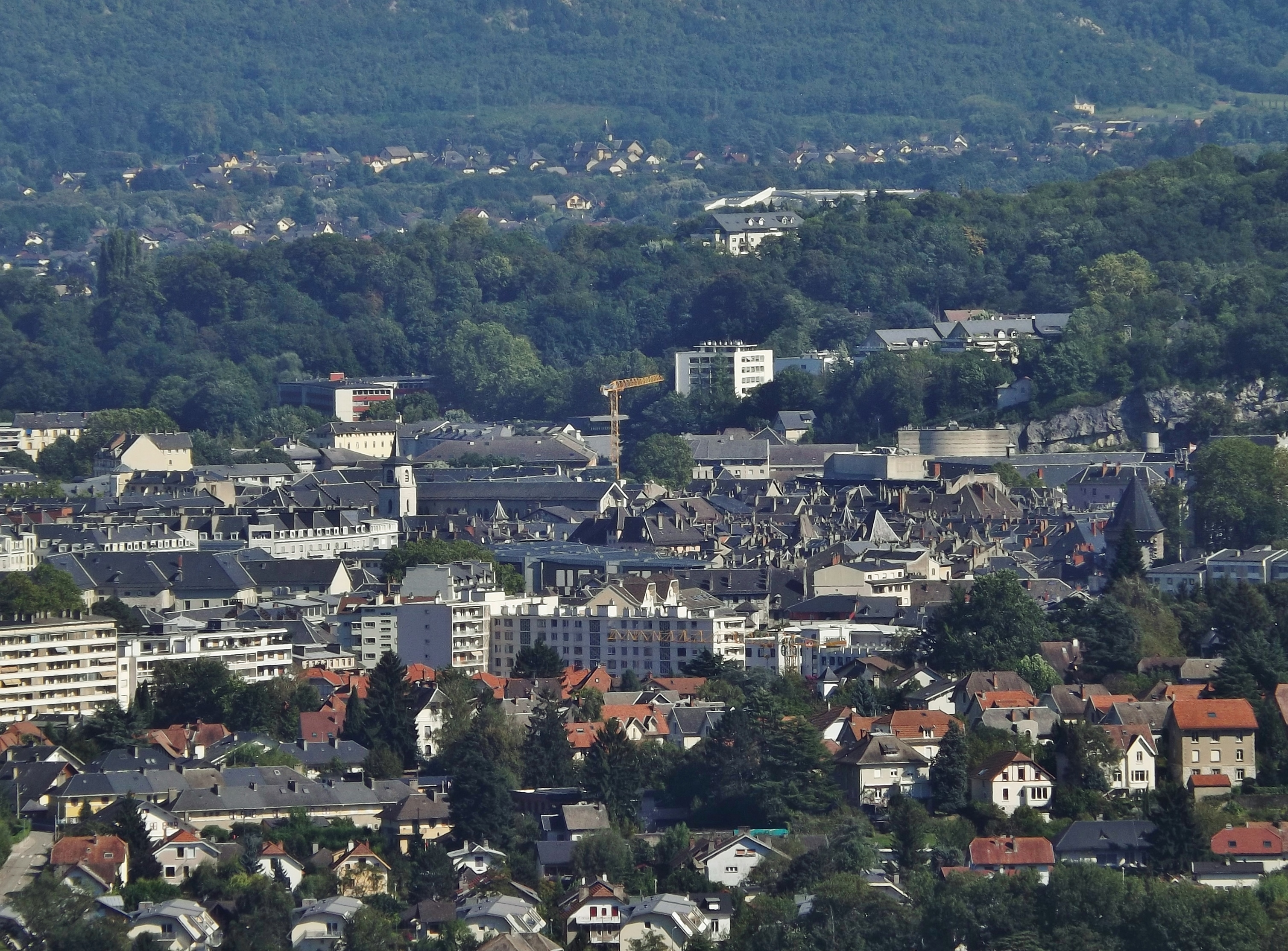
Montjay, le Covet, le centre-ville et la Calamine composant le canton de 1973.

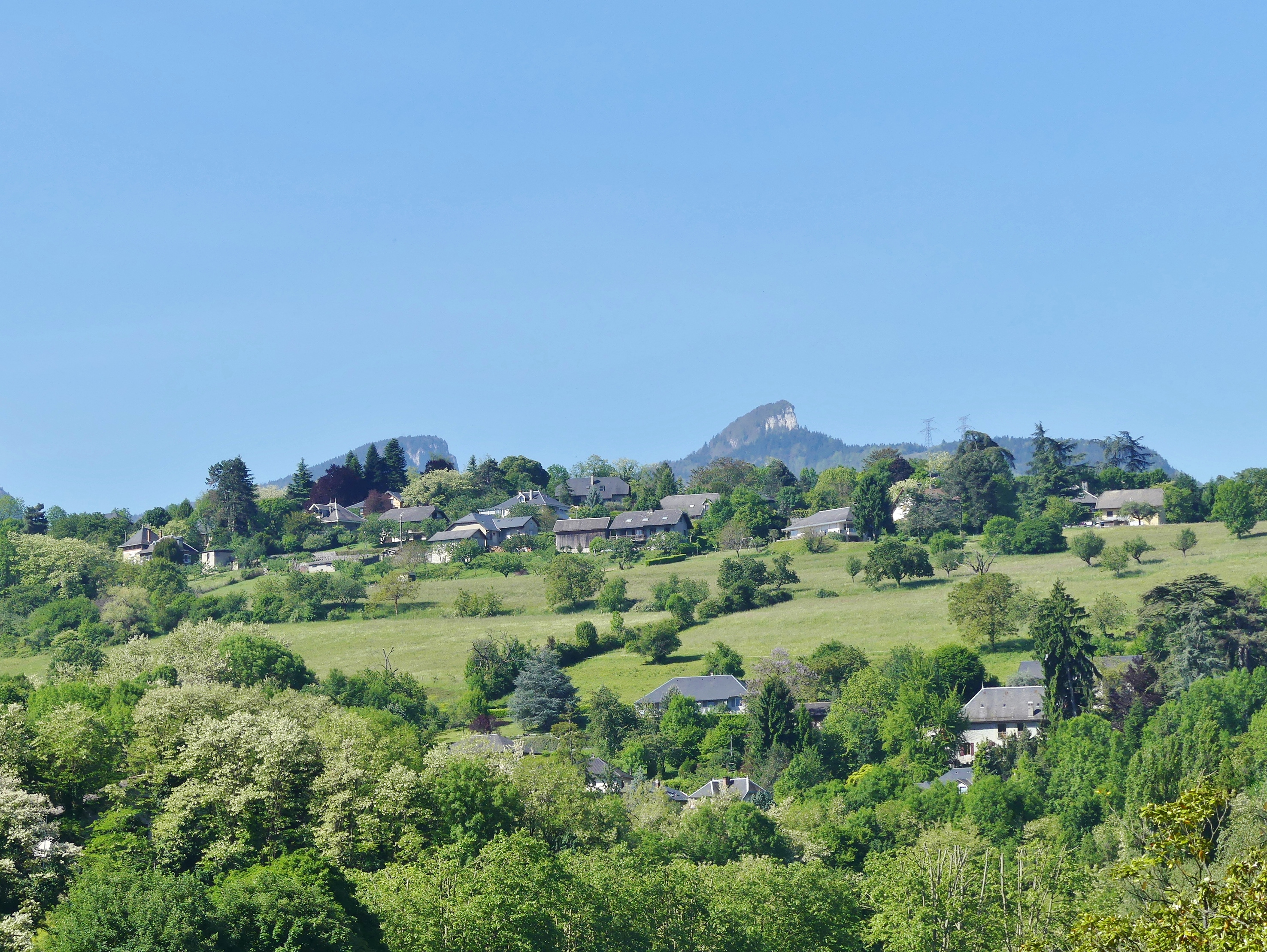
Vallon des Charmettes.

Le canton de Chambéry-Sud comprend une partie de la commune suivante :
| Nom                  | Code Insee | Intercommunalité  | Population (dernière pop. légale)               |
| -------------------- | ---------- | ----------------- | ----------------------------------------------- |
| Chambéry (chef-lieu) | 73065      | CA Grand Chambéry | Fraction : 13 472(2012) Commune : 59 490 (2014) |

Pour la commune de Chambéry, seule sa partie sud fait partie de ce canton.

## Représentation

### Conseillers généraux de 1861 à 2015
| Période                                  | Période          | Identité                             | Étiquette                 | Qualité |
| ---------------------------------------- | ---------------- | ------------------------------------ | ------------------------- | --- |
| 1860                                     | 1880 (décès)     | Charles Dupasquier                   | Conservateur              | Président de chambre à la Cour Impériale de Chambéry Sénateur (1870-1880) Président du Conseil Général (1865-1870)                                           |
| 1880                                     | 1910             | Charles Forest                       | Républicain               | Ancien enseignant, directeur des papeteries de Leysse - Propriétaire à Jacob-Bellecombette Ancien Président du Conseil d'arrondissement Sénateur (1890-1909) |
| 1910                                     | 1919             | Joseph Lansard                       | Rad.                      | Trésorier de la Caisse d'Epargne Adjoint au Maire de Chambéry                                                                                                |
| 1919                                     | 1928             | Léon Costa de Beauregard (1870-1955) | Droite                    | Propriétaire à Chambéry Maire de La Ravoire (1908-1944) |
| 1928                                     | 1934             | Eugène Julliand                      | Rad.                      | Médecin à Chambéry |
| 1934                                     | 1940             | Jules Barlet                         | URD                       | Entrepreneur à Chambéry |
|                                          |                  |                                      |                           | |
| 1942                                     | 1945             | Léon Costa de Beauregard             |                           | Propriétaire du château et maire de La Ravoire (1908-1944) Nommé conseiller départemental en 1942 Président du Conseil départemental (1942-1945)             |
|                                          |                  |                                      |                           | |
| 1945                                     | 1949             | François Marcet                      | SFIO                      | Employé puis cheminot Maire de Chambéry (1945-1947) |
| 1949                                     | 1961             | Paul Chevallier                      | Rad.                      | -Limonadier - Sénateur (1952-1968) - Maire de Chambéry (1947-1959), ancien conseiller d'arrondissement                                                       |
| 1961                                     | 1973             | Jean Blanc                           | MRP puis CDP puis UDF-CDS | -Maraîcher - Sénateur (1968-1995) - Maire de La Ravoire (1953-2001) Elu en 1973 dans le Canton de La Ravoire                                                 |
| 1976                                     | 1986 (démission) | Pierre Dumas                         | RPR                       | -Administrateur de société - Maire de Chambéry (1959-1977 et 1983-1989) - Sénateur (1986-1995) - Ancien député (1958-1973) - Ancien ministre (1962-1969)     |
| 1986                                     | 2008             | Jean Bollon                          | UDF                       | Premier adjoint au maire de Chambéry de 1983 à 1989 |
| 2008                                     | 2015             | Nicole Guilhaudin                    | Les Verts-EÉ              | - Assistante parlementaire - Adjointe au maire de Chambéry (2001-2014) - Conseillère régionale (1995-2004)                                                   |
| Les données manquantes sont à compléter. |                  |                                      |                           | |

### Conseillers d'arrondissement (de 1833 à 1940)
Le canton de Chambéry Sud avait deux conseillers d'arrondissement.
| Période                                  | Période          | Identité                                       | Étiquette         | Qualité |
| ---------------------------------------- | ---------------- | ---------------------------------------------- | ----------------- | --- |
| 1861                                     |                  | Marquis César d'Oncieu de la Bâtie (1828-1903) |                   | Ancien lieutenant de vaisseau, propriétaire du château de Mongex à Chambéry                                     |
|                                          |                  |                                                |                   | |
| 1871                                     |                  | Pierre Henri Marchand                          |                   | Notaire à Chambéry                                                                                              |
|                                          |                  |                                                |                   | |
| 1879                                     | 1890 (démission) | Joseph Bal                                     |                   | Tanneur, conseiller municipal de Chambéry                                                                       |
|                                          | 1887             | Antoine Perrier                                | Républicain       | Avoué, maire de Chambéry, élu conseiller général du canton de Chambéry-Nord                                     |
|                                          |                  |                                                |                   | |
|                                          | 1894 (décès)     | Paul Ménard                                    |                   | Imprimeur à Chambéry                                                                                            |
|                                          |                  |                                                |                   | |
|                                          | 1900 (décès)     | Jules Daisay (1847-1900)                       |                   | Artiste peintre de portrait, professeur de dessin et conservateur du Musée de Chambéry, propriétaire à Barberaz |
|                                          |                  |                                                |                   | |
| 1913                                     |                  | Noël Mollard                                   |                   | Premier adjoint au maire de Chambéry, Président du Conseil d'arrondissement                                     |
|                                          |                  |                                                |                   | |
| 1925                                     | 1931             | Benoît Curtet                                  | Radical puis SFIO | Maire de Saint-Jeoire-Prieuré                                                                                   |
| 1931                                     | 1940             | Paul Chevallier                                | Radical           | Limonadier - Adjoint au maire de Chambéry                                                                       |
| 1940                                     |                  |                                                |                   | Les conseils d'arrondissement ont été suspendus par la loi du 12 octobre 1940 et n'ont jamais été réactivés     |
| Les données manquantes sont à compléter. |                  |                                                |                   | |

## Démographie
| 1990   | 1999   | 2006   | 2012   |
| ------ | ------ | ------ | ------ |
| 11 865 | 13 045 | 13 535 | 13 472 |